# Chauliodus pammelas
Chauliodus pammelas és una espècie de peix de la família dels estòmids i de l'ordre dels estomiformes.

## Morfologia
- Els mascles poden assolir 19,5 cm de longitud total.[4][5]

## Hàbitat
És un peix marí i d'aigües profundes que viu entre 400-2.500 m de fondària.

## Distribució geogràfica
Es troba al Golf d'Aden, el Golf d'Oman, la Mar d'Aràbia i les Maldives.